# 3334 Сомов
3334 Сомов (3334 Somov) — астероїд головного поясу, відкритий 20 грудня 1981 року.
Тіссеранів параметр щодо Юпітера — 3,303.